# Skating Club de la région audomaroise
Maillots
Actualités
Le Skating Club de la région audomaroise, ou SCRA Saint-Omer, est le club de sports sur patins à roulettes de Saint-Omer, en France. Fondé en 1934, le club propose une discipline de roller dans sa salle du Brockus, le rink hockey.
Le SCRA est le résultat de la fusion de trois clubs, le Skating-club audomarois, le Wizernes Hockey-club et le Roller 2000.
Dans les sports de Roller, le SCRA Saint-Omer jouit d'une réputation nationale pour la qualité de sa branche rink hockey. Le club est en effet un des meilleurs clubs de formation de France et fut l'un des premiers à obtenir au moins un titre de champion de France dans chacune des catégories d'âge. L'équipe Senior joue depuis les années 1990 un rôle important dans le championnat français de Nationale 1. Des années de régularités au haut niveau, récompensées par 11 titres de champion de France et 6 Coupes de France et qui font du SCRA l'un des meilleurs clubs français,.
Cet article est consacré à la section rink hockey du club.

## Palmarès

### Équipes Senior
Championnat de France N1
- Champion (13) :
  - 1991
  - 1992
  - 1993
  - 1994
  - 2001
  - 2006
  - 2009
  - 2013
  - 2020
  - 2022
  - 2023
  - 2024
  - 2025

- Second (9) :
  - 1995
  - 1999
  - 2002
  - 2003
  - 2008
  - 2011
  - 2012
  - 2018
  - 2019

- Troisième (7) :
  - 1996
  - 2000
  - 2004
  - 2007
  - 2010
  - 2014
  - 2017

Coupe de France
- Vainqueur (7) :
  - 2005
  - 2010
  - 2012
  - 2017
  - 2018
  - 2019
  - 2023

- Finaliste (5) :
  - 2006
  - 2011
  - 2013
  - 2016
  - 2020

Supercoupe de France
- Champion (6) :
  - 2018
  - 2019
  - 2021
  - 2022
  - 2023
  - 2024

Championnat de France N2
- Champion (2) :
  - 1985
  - 1989

- Second (1) :
  - 2015

### Équipe Réserve (Nationale 3) (Titres nationaux)
Nationale 3 :  1995, 2010, 2017

## Joueurs du club

### Joueurs actuels
Saint-Omer recrute de nombreux joueurs au Portugal, en 2020-2021, ils sont trois dans les effectifs de l'entreprise. 
Effectif de Nationale 1 pour la saison 2019-2020
| Nom             | Poste           | Nationalité sportive | Sélections | Arrivé en     | Club précédent    |
| Pedro Chambell  | Gardien         | Portugal             | -          | 2016          | -                 |
| Henri Podevin   | Gardien         | France               | -          | Formé au club | HC Quévert        |
| Mathieu Le Roux | Joueur de champ | France               | France A   | 2014          | RAC Saint-Brieuc  |
| Marçal Cuenca   | Joueur de champ | Espagne              | -          | 2014          | CP Tordera        |
| Fabien Barengo  | Joueur de champ | France               | France A   | 2018          | CS Noisy-le-Grand |
| Léo Savreux     | Joueur de champ | France               | -          | Formé au club | -                 |
| Matias Baieli   | Joueur de champ | Argentine            | -          | 2019          | Scandiano         |
| Albert Querol   | Joueur de champ | Espagne              | -          | 2019          | RHC Lyon          |
| Jacobo Mantiñan | Joueur de champ | Espagne              | -          | 2016          | D1 espagnole      |

Coach: Fabien Savreux -  France

### Anciens Joueurs
- Francesco Dolce. Arrivé en 2010, il retourne en Italie pour le club de Sarzana en 2013.
- Mathieu Ruckebusch, formé au club, rejoint Ploufragan en 2013.
- Romain Planque. Formé au club. Rejoint le club de Ploufragan en 2012.
- Guirec Henry. Arrivé en 2006 de Ploufragan. Retraite sportive à la fin de la saison 2011/2012, ponctuée de quelques apparitions dans le championnat allemand.
- Kouokam Kamtchueng. Arrivé en 2011 de Noisy le Grand
- Arnau Blazquez. Portier espagnol arrivé en 2009, il signe dans le club italien de Follonica la saison suivante.
- Florian Tessier. Arrivé en 2009 en provenance du NARH, il rejoint l'ASTA Nantes la saison suivante.
- Sébastien Furstenberger. Arrivé en 2003 de Quimper, il rejoint le HC Quévert à partir de la saison 2010-2011.
- Lionel Savreux. Formé au club. Il annonce sa retraite à l'issue de la saison 2008-2009. Il fera tout de même quelques matchs pour la saison suivante et notamment en équipe réserve, avant de s'engager à la mi-saison avec le club du RSC Cronenberg.
- Jens Berendt. Arrivé en 2004 de Weil (Allemagne), il rejoint le club allemand du RSC Cronenberg pour la saison 2009-2010.
- Mark Wochnik. Arrivé en 2008, il rejoint le club allemand du RSC Cronenberg pour la saison 2009-2010.
- Josselin Laborde. Arrivé en 2007 du SPRS Ploufragan, l'ancien international français rejoindra la Bretagne au milieu de la saison 2008-2009.
- Fabien Savreux (Gardien) : Formé au club, l'emblématique portier du SCRA est depuis la saison 2008-2009 entraîneur de l'équipe première du club, ainsi que sélectionneur de l'équipe de France seniors.
- Thomas Buanec (Gardien). Arrivé au club en 2003 de Fontenay-sous-Bois, le jeune gardien rejoint en 2008 le club du ROC Vaulx-en-Velin, où il retrouve son ancien partenaire, Igor Tarassioux
- Dimitri Fotiadi (Défenseur) : Arrivé en 2001 de Vaulx-en-Velin, le puissant défenseur canadien (champion du monde B et meilleur joueur des championnats du monde B) quittera le club en 2006 pour mettre fin à sa carrière et retourner dans la région Rhône-Alpes où il a grandi.
- Alexandre Courbot (Défenseur) : Formé et fidèle au club tout au long de sa carrière, 'Chico' prend sa retraite en 2006, après un titre de champion de France et une saison malheureusement semée de nombreuses blessures.
- Stéphane Lefebvre (Attaquant) : Formé au club, cet attaquant quittera le SCRA en 2004 pour rejoindre Quimper.
- Christophe Fraga (Attaquant) : Attaquant belge, Christophe passera deux saisons à Saint-Omer avant de retourner à Roubaix, son club de cœur.
- Stanislas Trolonge (Gardien) : Jeune gardien de l'équipe de France Junior, Stan restera deux saisons au SCRA en tant que doublure de Fabien Savreux, avant de signer à Saint-Brieuc
- Stephan Rubi (Défenseur) : Solide défenseur de l'équipe de Suisse, Stephan restera deux saisons à Saint-Omer et connaîtra le titre de 2001.
- Sébastien Landrin (Attaquant)
- Brendan Barker (Attaquant) : Ancien capitaine de la sélection anglaise, ce joueur ne restera qu'une seule saison, avant de retourner outre-manche.
- Jean-Marc Planque : Quadruple champion de France avec le SCRA, Jean-Marc continue à évoluer avec l'équipe réserve du club. Jean-Marc Planque officiera en tant qu’entraîneur des équipes jeunes après sa carrière de joueur, il a notamment permis à l'équipe réserve de remporter le championnat national de Division 3 en 2010/2011 en tant qu'entraîneur.
- Éric Ruckebusch : Quadruple champion de France avec le SCRA, Éric continua à évoluer avec l'équipe Réserve du club.

## Anciens entraîneurs
- Jocelyn Savreux : entraîneur emblématique de l'équipe de rink hockey du SCRA, il laissera sa place à Alexandre Courbot en 2006, même s'il reste encore présent dans la vie du club et les entraînements. En 2008, l'entraîneur quitte définitivement son poste d'entraîneur pour laisser sa place à son fils ainé, Fabien Savreux.

## Repères historiques

### Titres nationaux
La saison 1999/2000 a vu la mise en place de Plays Off. Les quatre premières équipes de la phase régulière se disputèrent le titre de champion de France, les quatre suivantes les places européennes et les quatre dernières jouèrent leur place en Nationale 1.
Cette année, le SCRA finit premier de la saison régulière, devant le HC Quévert. Mais la fatigue de l'effectif coûtera cher[style à revoir] à l'équipe qui perd le titre en Play Off au profit du HC Quévert. Le SCRA a fini à la 3e place du classement final.
La saison 2000/2001 est la deuxième et dernière saison qui se joua avec une phase régulière et une phase de Plays Off (Final Four en matchs aller-retour).
2e de la phase régulière, le SCRA fut tout de même sacré champion de France à la fin des Play Off. Ce titre a été gagné grâce notamment à un match nul (1-1) obtenu à l'extérieur face au HC Quévert, quadruple champion de France en titre et grand rival du SCRA.
La saison 2005/2006 a été certainement la plus belle saison que le SCRA ait effectuée depuis des années : 63 pts, 19 victoires, 3 nuls, 0 défaites. Record du nombre de points marqués en championnat, meilleure défense et 2e meilleure attaque.[réf. nécessaire]
Cette saison 2014/2015 est marquée par une 4e place en championnat de Nationale 1 et surtout un quart de finale de coupe d'Europe joué contre Barcelos joué devant 1 500 personnes dans la nouvelle salle de SCENEO à Longuenesse.

### Coupes d'Europe des Nations
À deux reprises, le club a été choisi pour organiser les championnats d'Europe Jeunesse (Cadets) et Junior de rink hockey, respectivement en 2002 et 2006.
En 2002, le SCRA organise les championnats d'Europe Jeunesse de rink hockey. Cette compétition réunira huit équipes nationales (Espagne, Portugal, France, Allemagne, Italie, Suisse, Angleterre, Pays-Bas).
L'équipe de France, composée d'un joueur audomarois (Kévin Guilbert) et de deux futurs joueurs du club (Sébastien Furstenberger et le gardien Thomas Buanec) finira à la 3e place, en battant l'équipe allemande 1-0 lors de la petite finale.
Fin août 2006, le SCRA organisera les championnats Junior de rink hockey. Les mêmes nations se disputeront pendant une semaine le titre de champion d'Europe.

### Les jeunes en sélection
En 2007, Mathieu Ruckebush et Romain Planque reviennent de Bassano en Italie avec la troisième place de la Coupe d'Europe des Nations U17.
La même année Louis Rivière, par la suite joueur de l'équipe réserve, participe aux championnats du monde U20 au Chili.
En 2010, deux joueurs du SCRA intègrent l'Équipe de France U17 pour participer à la Coupe d'Europe des Nations à Northampton (Angleterre) ; il s'agit de Louis Devulder et de Yann Scheers. L'équipe de France finit septième de la compétition en battant l'Allemagne (5 buts à 3).
Lors de la saison 2010-2011, Léo Dehaynin et Quentin Podevin sont présélectionnés en équipe de France U17 afin d'effectuer un stage de préparation en vue des championnats d’Europe à Genève en Suisse.
En 2015, Mathieu Le Roux et Florent David participeront au mondial 2015 avec l'Équipe de France de Rink-Hockey qui se jouera à domicile en Vendée.

### Événements notables
En 2011, le SCRA organise le All-Star Game.
Une sélection des meilleurs joueurs français et des meilleurs joueurs étrangers jouant dans le championnat de France s'affrontent lors de séances de tirs au but, d'un match et autres concours de gestes techniques.
En 2012, le SCRA accueille la 48e édition du championnat d'Europe U20.

## Administration
En 2017, le club, composé de 350 licenciés, possède un budget de 385 000 euros.
En 2023, un projet de nouvelle salle est en cours.